# Sophus Jensen
Sophus Christian Jensen (Chicago, 27 luglio 1889 – Chicago, 25 luglio 1945) è stato un pallanuotista statunitense.
Faceva parte della squadra dei Stati Uniti che ha partecipato ai Giochi di Anversa 1920.